# Tassadia castellanosii
Tassadia castellanosii är en oleanderväxtart som beskrevs av J. Fontella. Tassadia castellanosii ingår i släktet Tassadia och familjen oleanderväxter. Inga underarter finns listade i Catalogue of Life.